# Тюменская
Тюме́нская — деревня в Серовском районе Свердловской области России. Входит в Сосьвинский муниципальный округ.
Ранее деревня входила в состав Кошайского сельсовета Серовского района.

## Географическое положение
Деревня Тюменская расположена в 28 километрах (по дорогам в 36 километрах) к югу от посёлка Сосьва и в 104 километрах (по дорогам в 144 киломатерах) от города Серова, на левом берегу реки Молвы (правого притока Сосьвы, бассейн Тавды). В половодье автомобильное сообщение с деревней затруднено. В трёх километрах к западо-северо-западу от Тюменской расположена станция Усть-Берёзовка Свердловской железной дороги.

## Население
| 2002 | 2010 |
| ---- | ---- |
| 1    | ↘0   |